# Riad Ismat
Mohammad Riad Hussain Ismat 'Riad' Ismat (em árabe: رياض عصمت , رياض عصمت)‎; (Damasco, 11 de julho de 1947 – Chicago, 13 de maio de 2020) foi um escritor, diplomata, professor, crítico literário, e diretor de teatro sírio. Foi Ministro da Cultura da Síria de 3 de outubro de 2010 a 23 de junho de 2012.

## Biografia
Estudou na Síria, onde em 1968 graduou-se com uma licenciatura em literatura inglesa.
Em 2000, tornou-se no Reitor da Academia de Arte Dramática, após anos de ensino. Em 2003, Ismat converteu-se em Director Geral da Rádio e Televisão Estatal síria, e depois ocupou o cargo de vice-ministro de Cultura sírio. Em 2005, foi nomeado embaixador no Paquistão e em 2010, embaixador sírio em Qatar. Em outubro de 2010, Ismat foi nomeado Ministro de Cultura, servindo nessa posição até o 23 de junho de 2012. De 2013 a 2014, desempenhou funções como convidado do Buffett Center na Universidade de Northwestern.
Morreu no dia 13 de maio de 2020 em Chicago de COVID-19.

## Diplomas
- Doutoramento em Artes de teatro, Estados Unidos.
- Doutorado em Shakespeare na Universidade de Greenwich.
- Mestrado em cena de obras de teatro, Reino Unido.
- Licenciatura em literatura inglesa, Síria.
- Certificado em Produção de Televisão na BBC, Londres.

## Carreira

### Teatro
Ismat dirigiu mais de quinze produções teatrais, incluindo interpretações de Shakespeare, Tennessee Williams, e Frank Wedekind, além de produzir sua própria visão pessoal das 1001 Noites. Fundou a primeira companhia de mimos, em Damasco, e ensinou mímica, actuação e direcção na Academia Síria de Arte Dramática. Ali ensinava o método de actuação baseado em Stanislavsky.
Seu grande avanço como dramaturgo chegou com The Game of Love & Revolution; entre suas obras dramáticas mais conhecidas encontram-se: Was Dinner Good, dear sister, Mourning Becomes Antigone, Sinbad, Shahryar's Nights, Abla & Antar, Mata Hari e Em procura de Zenobia. Ismat também dirigiu sua própria trilogia televisiva para a televisão síria, "The Artist & Love", 1985.

## Publicações
Ismat publicou 36 livros, incluindo contos e vários livros sobre o drama árabe e mundial. Também escreveu um livro sobre o Prémio Nobel Naguib Mahfouz e um livro sobre cinema. Como roteirista de televisão, tem escrito guiões para sete séries de televisão.

## Premiações
- 1993:  Deutsche Welle da Alemanha ao melhor conto breve árabe.

## Como membro
- Júri de vários festivais internacionais de teatro e cinema.

## Vida pessoal
Ismat foi casado com Azza Qanbaz, e tem dois filhos.